# Gaspard Schomberg
Gaspard de Schomberg (tudi Caspar von Schönberg, Gaspard comte de Nanteuil-le-Haudouin), francoski general, * 1540, † 17. marec 1599.
1. ↑  https://www.deutsche-biographie.de/sfz115199.html
2. ↑  Record #142166529 // Gemeinsame Normdatei — 2012—2016.